# Setaria paraguayensis
Setaria paraguayensis är en gräsart som beskrevs av Pensiero. Setaria paraguayensis ingår i släktet kolvhirser, och familjen gräs. Inga underarter finns listade i Catalogue of Life.